# ژویس بلو
ژویس بلو (به فرانسوی: Joyce Blau) (۱۸ مارس ۱۹۳۲ – ۲۴ اکتبر ۲۰۲۴) نویسنده و زبان‌شناس، کُردشناس و پژوهشگر زبان و ادبیات کُردی و فعال سیاسی صلح‌طلب و ضد جنگ  اهل فرانسه بود.
ژویس بلو دارای دکتری زبان‌شناسی کُردی از دانشگاه سوربن و همچنین استاد مؤسسه ملی زبان‌ها و تمدن‌های شرقی (INALCO) بود. این مؤسسهٔ فرانسوی مرکزی برای آموزش عالی و تحقیقات علمی دربارهٔ زبان‌ها و تمدن‌های شرقی است و بسیاری از این زبان‌ها نیز در این مرکز تدریس می‌شوند. او همچنی از اداره‌کنندگان و خزانه‌دار «انستیتو کُرد پاریس» بود.

## پیشینه و کار
جویس بلو در ۱۸ مارس ۱۹۳۲ در قاهره متولد شد. در دهۀ ۵۰ به فرانسه رفت و تحصیلات دانشگاهی‌اش را در زمینۀ زبان‌های عربی، فارسی و کُردی آغاز کرد و لیسانس زبان و ادبیات کُردی گرفت. نخست مدتی در بلژیک مشغول به کار شد سپس از سال ۱۹۷۰ در فرانسه به تدریس در دانشکدۀ زبان‌های شرقی پرداخت. او دکترای خود را با هدایت ژیلبر لازار، ایران‌شناس فرانسوی انجام داد.
یکی از استادان او کامران بدرخان بود. بلو کرمانجی را نزد او آموخت و سپس خود شخصاً به آموختن سورانی پرداخت. سپس به عراق رفت و چندین ماه در عراق زندگی کرد. پس از مرگ بدرخان وی جانشین استاد خود در دانشگاه سوربن شد. وی در این دانشگاه به تدریس کُردی کُرمانجی پرداخت و همچنین تدریس درس‌هایی مانند فرهنگ کُردی و تمدن کُرد را نیز عهده‌دار بود.
پروفسور بلو عضو یک گروه تحقیقاتی به نام «دنیای ایرانی» در مرکز ملی پژوهش‌های علمی فرانسه (CNRS) بود. او شمار زیادی مقالۀ تحقیقی در مورد زبان و ادبیات کُردی نوشته‌است. همچنین کتاب‌های مهمی چون روش‌شناسی زبان کردی کرمانجی، روش‌شناسی زبان کردی سورانی، خاطرات کردستان، کردی عمادیه و کوهستان سنجار و مسئلۀ کرد (مجموع مقالات جامعه‌شناسی و تاریخی) را نگاشته‌است.
بلو دوست نزدیک هانری کوریل، فعال سیاسی چپ‌گرا و بنیان‌گذار جنبش دموکراتیک برای آزادی ملی بود و در بسیاری از فعالیت‌های او شرکت داشت، فعالیت‌هایی که از زمانی که هر دو در مصر زندگی می‌کردند آغاز شد و در طول سال‌های اقامت مشترک آن دو در فرانسه ادامه یافت. پس از ترور کوریل در سال ۱۹۷۸، جویس بلو کمیتۀ «فلسطین و اسرائیل زنده خواهند ماند» را تأسیس و مدیریت کرد که کار کوریل در ترویج گفتگو بین سازمان آزادیبخش فلسطین و جنبش صلح اسرائیل در طول دهۀ ۱۹۸۰ را ادامه می‌داد.
ژویس بلو در ۲۴ اکتبر ۲۰۲۴ در سن ۹۲ سالگی در فرانسه درگذشت.